# St. Georg (Holzgünz)

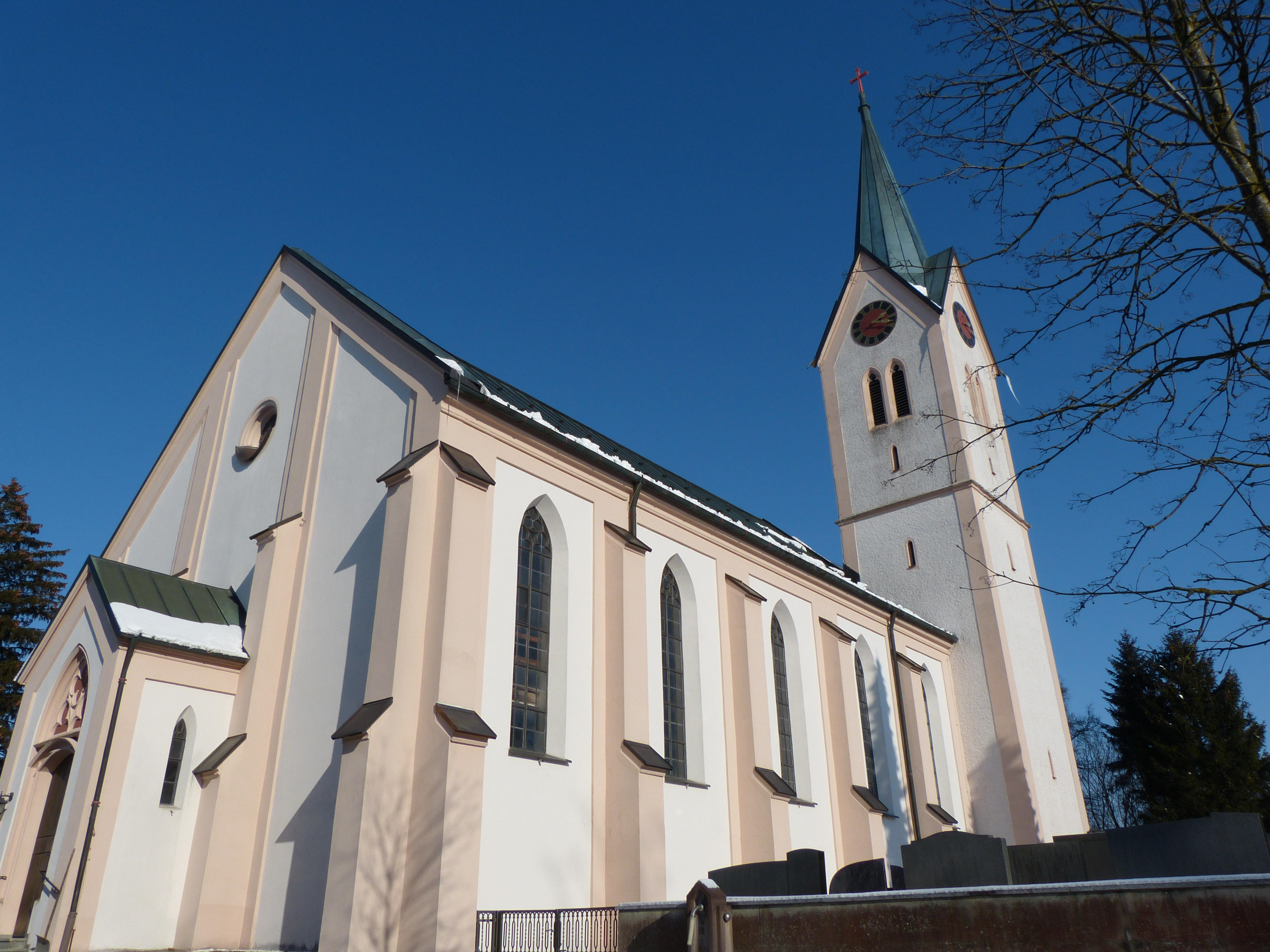
Kirche St. Georg in Holzgünz

Die katholische Pfarrkirche St. Georg befindet sich in Holzgünz im Landkreis Unterallgäu in Bayern. Die Kirche steht unter Denkmalschutz.

## Geschichte und Baubeschreibung
Aus dem 15. Jahrhundert stammen der Turmunterbau, sowie der Kern des Chores. Das Langhaus, der Ausbau des Chores und der Oberteil des Kirchturmes wurden 1875 ausgeführt. Der Turm befindet sich an der Südseite der Kirche und ist vierseitig mit spitzbogigen Fenstern und Schlitzfenstern errichtet. Das Untergeschoss des Turmes enthält ein Kreuzrippengewölbe.

## Ausstattung

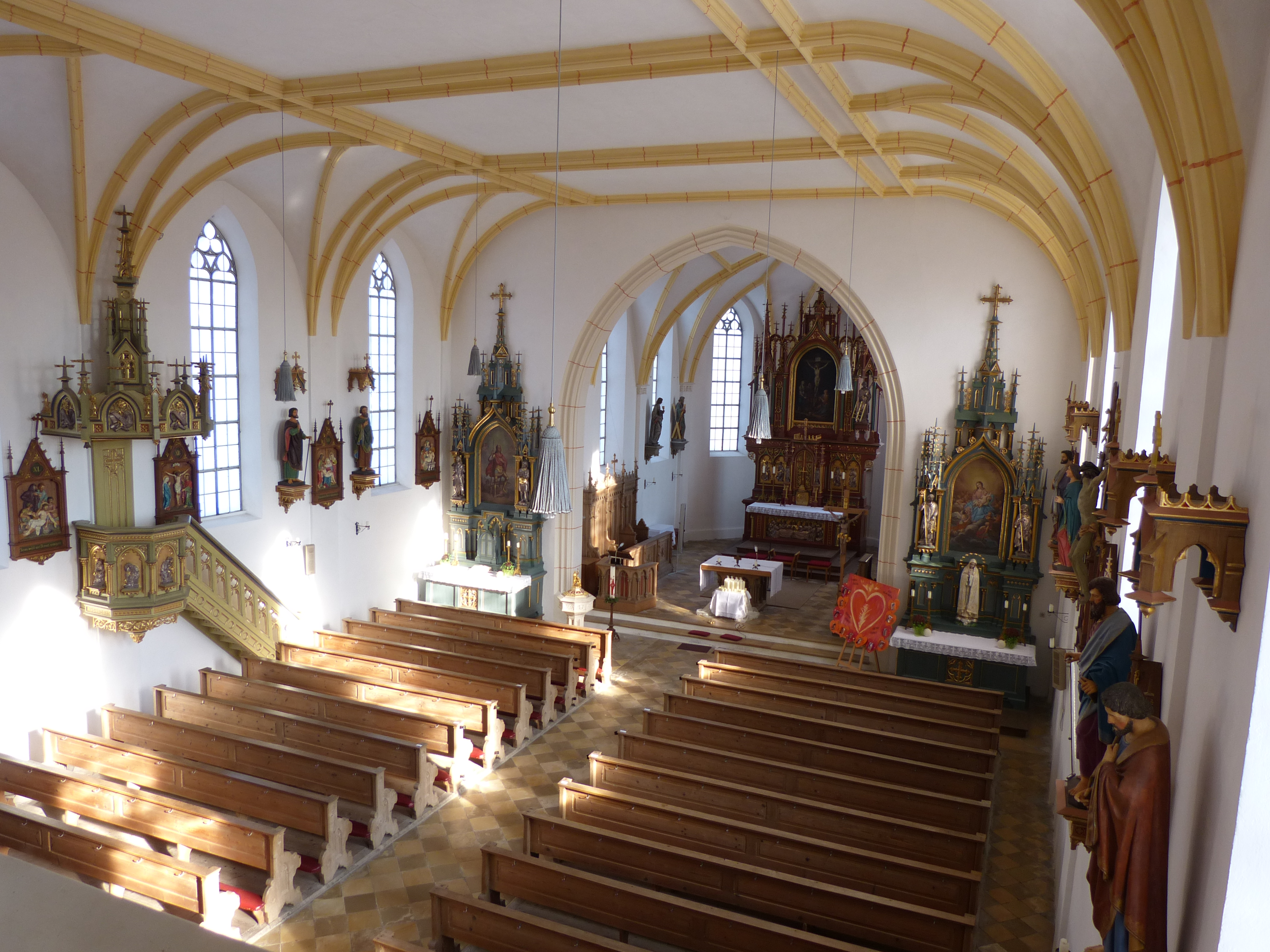
Innenansicht

Der Hochaltar ist ein neugotischer Aufbau. Das Altarbild zeigt eine Kreuzigungsgruppe in der Art Johann Friedrich Sichelbeins. Der rechte Seitenaltar ist ebenfalls neugotisch und stellt im Altarbild die Muttergottes von Engeln umgeben dar. Das stark übermalte Altarbild ist mit Sichelbein pinxit bezeichnet und stammt aus dem 18. Jahrhundert. Der linke Seitenaltar stellt den Hl. Georg dar. In der Kirche ist ein Kreuzweg mit 14 Stationen angebracht. An den Seitenwänden des Langhauses, sowie im Chor, befinden sich zwölf Figuren der Apostel. Die Figuren des Petrus und Paulus sind aus der Zeit um 1500 und stammen wohl aus der Werkstatt Ivo Strigels.

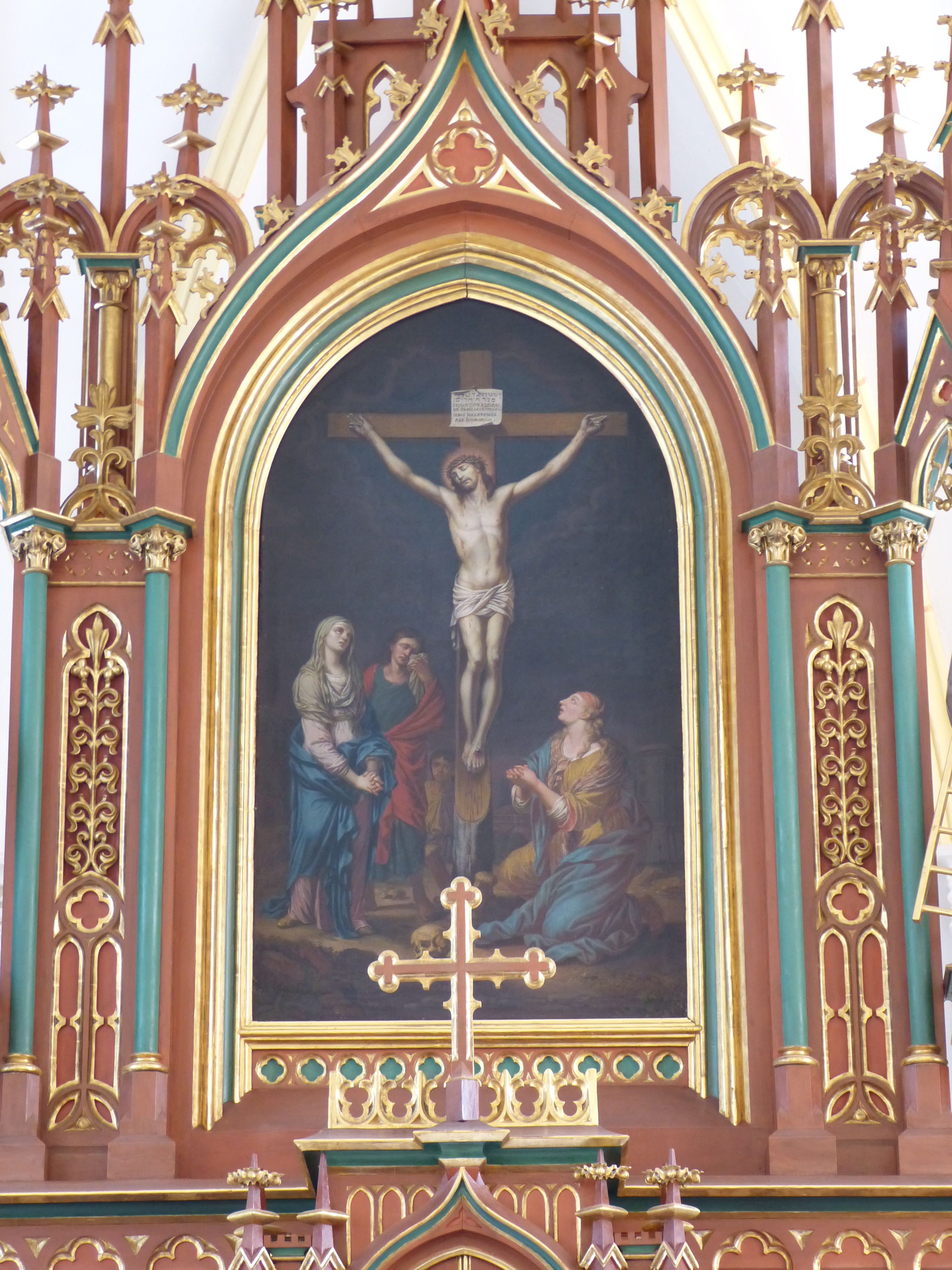
Altarbild mit Kreuzigungsgruppe
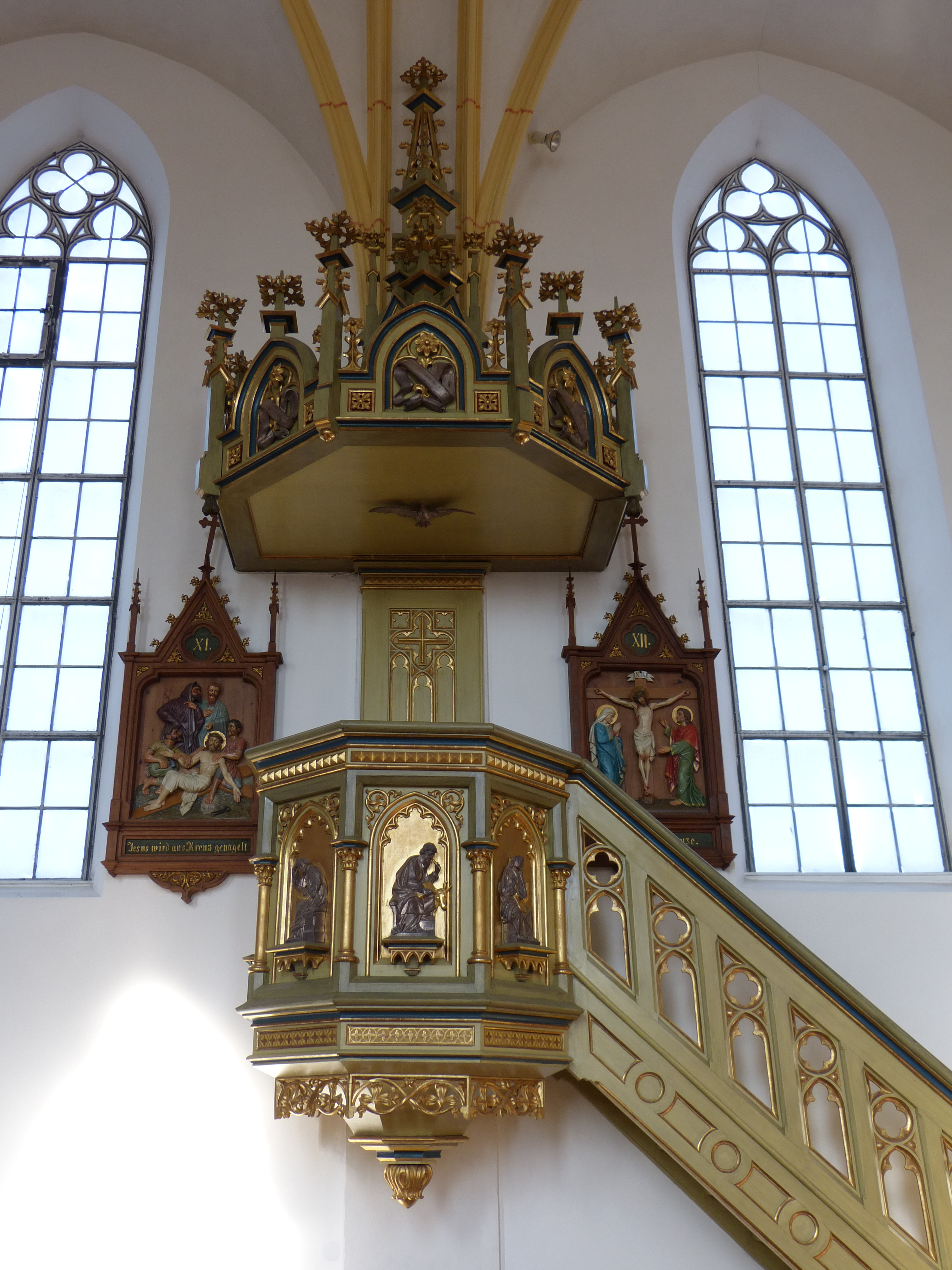
Kanzel
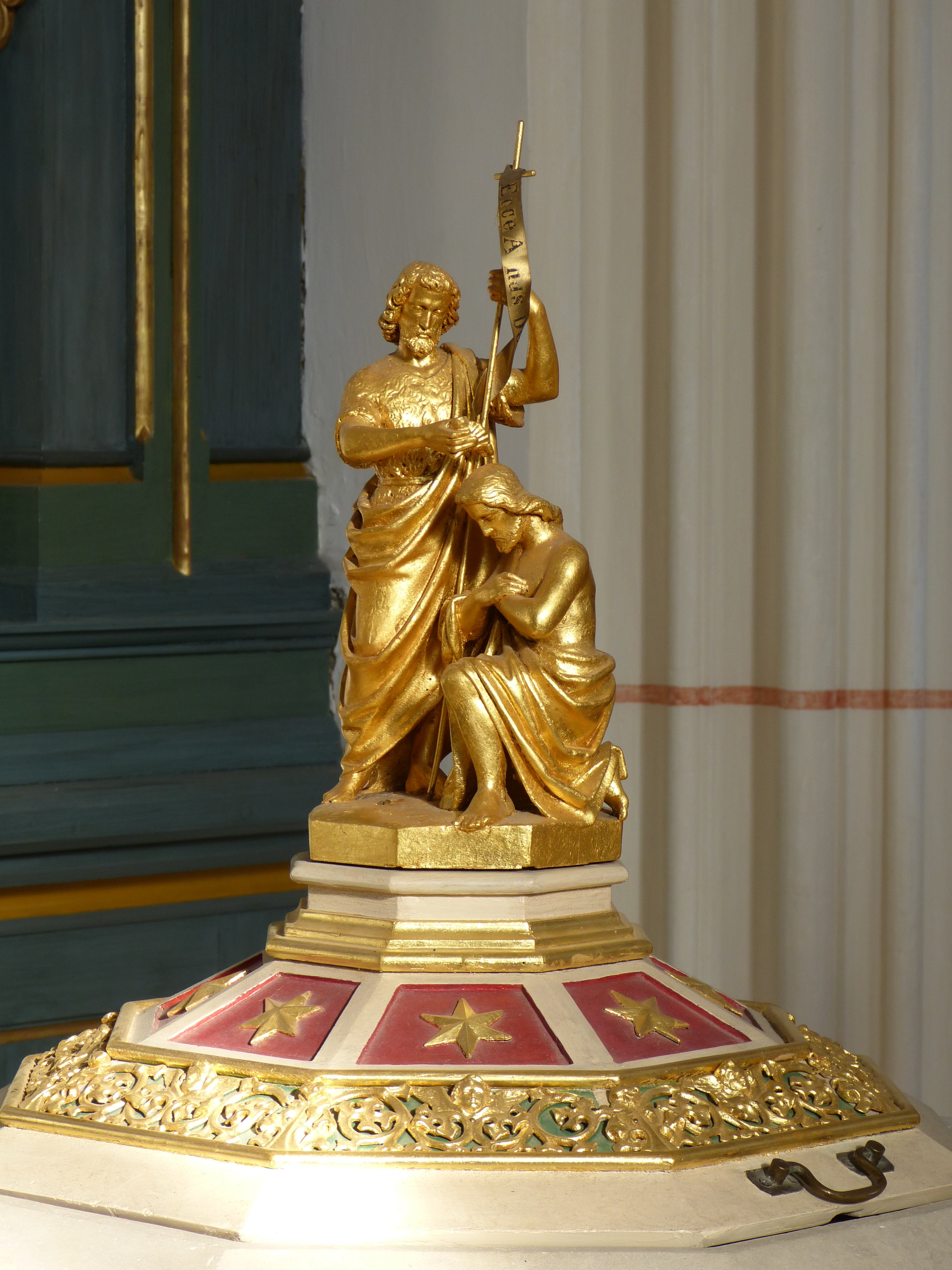
Figur auf dem Taufstein